# (4415) Echnaton
(4415) Echnaton ist ein Asteroid des Hauptgürtels, der am 24. September 1960 vom Forscherteam Cornelis Johannes van Houten und Tom Gehrels im Rahmen des Palomar-Leiden-Surveys entdeckt wurde.
Der Asteroid wurde nach dem bedeutenden Pharao Echnaton des antiken Ägypten benannt.